# Rediu (okręg Jassy)
Rediu – wieś w Rumunii, w okręgu Jassy, w gminie Brăești. W 2011 roku liczyła 343 mieszkańców.